# Anderton (Cheshire)
Anderton – przysiółek w Anglii, w Cheshire. Leży 1,8 km od miasta Northwich, 25,7 km od miasta Chester i 256,8 km od Londynu. W 1961 roku civil parish liczyła 459 mieszkańców.